# 丁哈塔
丁哈塔（Dinhata），是印度西孟加拉邦Koch Bihar县的一个城镇。总人口34303（2001年）。

## 人口
该地2001年总人口34303人，其中男性17452人，女性16851人；0—6岁人口3159人，其中男1576人，女1583人；识字率79.53%，其中男性为84.01%，女性为74.90%。